# Psalm 63

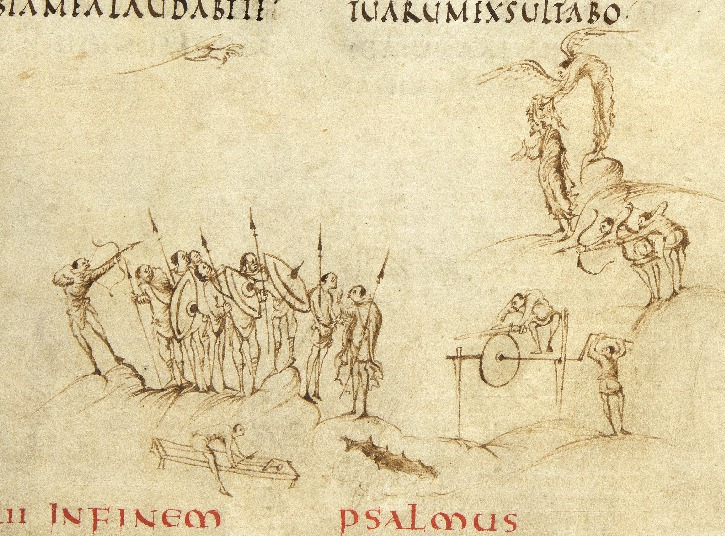
Ps 63. Illustration Utrechter Psalter: „deine rechte Hand hält mich…Sie werden dem Schwert dahingegeben“

Psalm 63 ist ein Psalm Davids aus dem zweiten Buch des Psalters.

## Einteilung
Nach C.H. Spurgeon kann man den Psalm folgendermaßen einteilen:
- V. 1: Autor und Umstand der Niederschrift.
- V. 2–9: Hier gibt der Psalmdichter seinem heiligen Verlangen nach Gott und dem Vertrauen, das er zu Gott hegt, Ausdruck.
- V. 10–12: Hier weissagt er über den Untergang aller seiner Feinde.

## Umstände
Der König David befindet sich in der Wüste Juda, wahrscheinlich auf der Flucht vor seinem Sohn Absalom, der ihm sein Königtum gestohlen hat. Demnach wurde der Psalm im 11. Jahrhundert vor Christus geschrieben. Diese Geschichte wird in der Bibel im 2 Sam 15  beschrieben.

## Inhalt
In diesem Psalm beschreibt der König David seine Flucht in eine trostlose Wüste. Trotzdem erlebt er dort Gott so stark, als wäre er in dem Tempel in Jerusalem. Auch hier vertraut er weiter auf Gottes Hilfe und ist gewiss, dass Gott ihn auch aus dieser Not retten wird. Am Ende des Psalms beschreibt er das Ende derer, die ihn verfolgen. Wie auch in anderen Psalmen wird David als ein Typus von Jesus Christus gedeutet.